# Jérôme Bortoluzzi
Pour les articles homonymes, voir Bortoluzzi.
Jérôme Bortoluzzi (né le 20 mai 1982 à Amnéville) est un athlète français, spécialiste du lancer du marteau.

## Carrière
La meilleure performance de ce lanceur d'1,80 m pour 102 kg, est de 77,33 m à Ettelbruck en juillet 2008. Il remporte la médaille d'argent aux Jeux méditerranéens 2009 à Pescara. Il est champion de France du lancer du marteau en 2009 avec un lancer à 71,80m.
Lors des Championnats d'Europe d'athlétisme 2012 à Helsinki, il est finaliste.

## Palmarès
| Date | Compétition             | Lieu     | Résultat | Marque  |
| ---- | ----------------------- | -------- | -------- | ------- |
| 2009 | Jeux méditerranéens     | Pescara  | 2e       | 73,73 m |
| 2009 | Jeux de la Francophonie | Beyrouth | 3e       | 68,03 m |
| 2012 | Championnats d'Europe   | Helsinki | 8e       | 74,49 m |

## Record
| Épreuve | Marque  | Lieu | Date        |
| ------- | ------- | ---- | ----------- |
| Marteau | 78,26 m | Metz | 7 juin 2012 |